# كولن ميلر
كولن ميلر (مواليد 4 أكتوبر 1964) هو لاعب كرة قدم. يلعب مع منتخب كندا لكرة القدم. سبق له أن لعب في كأس العالم لكرة القدم مع منتخب بلاده.

## روابط خارجية
- كولن ميلر على موقع الاتحاد الدولي (مؤرشف)  (الإنجليزية)
- كولن ميلر على موقع قاعدة بيانات كرة القدم.إي يو (الإنجليزية)
- كولن ميلر على موقع ناشيونال فوتبول تيمز (الإنجليزية)